# Змајевац (језеро)
Језеро Змајевац је вештачко језеро изграђено земљаном браном, поплочаном бетонским плочама 1965. године.
Налази се у селу Смољинац, површина језера је 3ha, просечне дубине 2,5-3m и ширине око 150m у најширем делу. Напаја се водом из потока који настаје из шест извора. У језеру има беле рибе, шарана, толстолобика и штуке. Због богатства рибом језеро привлачи бројне пецароше.